# Locutori

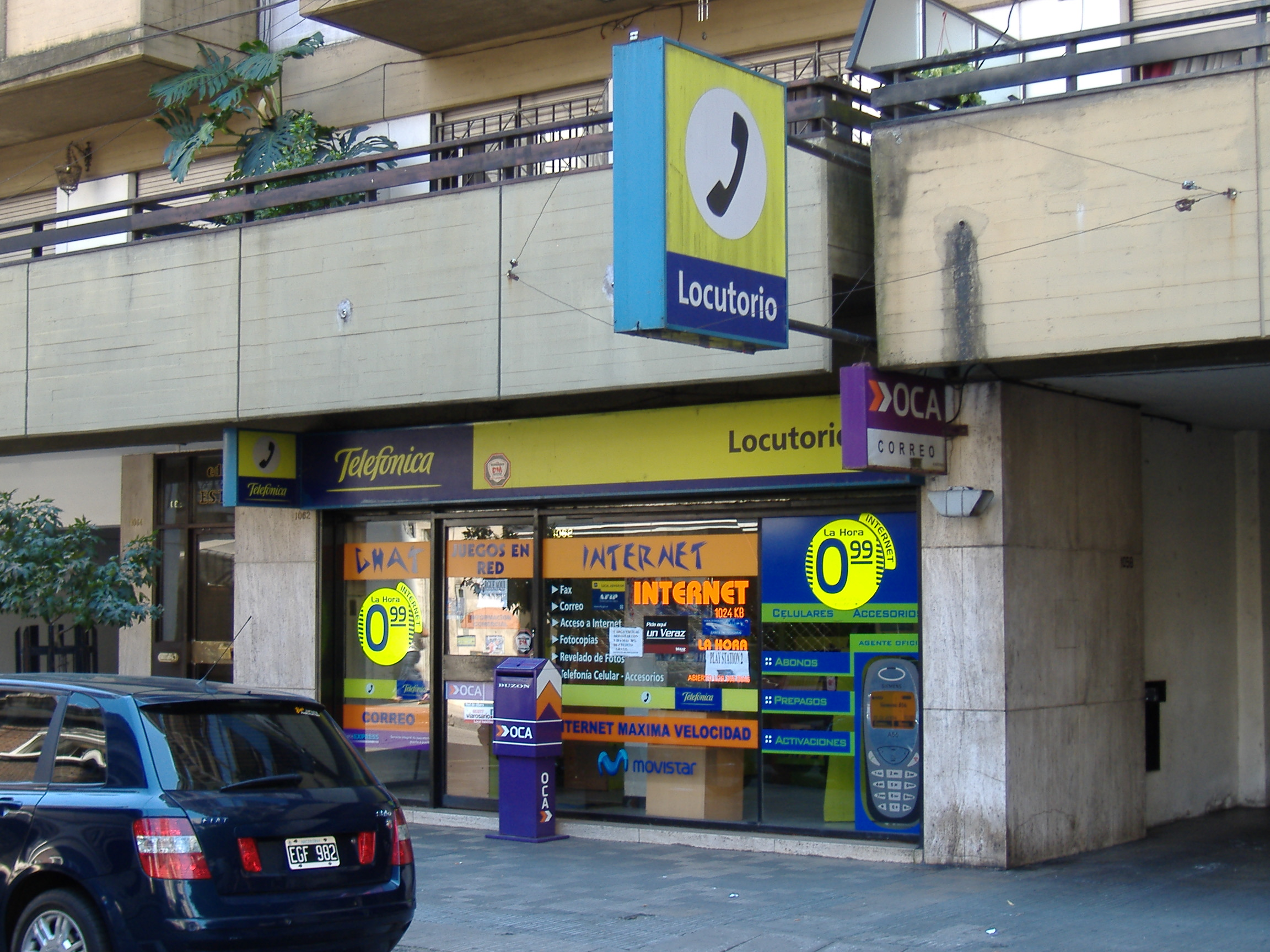
Un locutori de Telefónica a Rosario (Argentina)

Un locutori és un local comercial que ofereix el servei de telefonades, generalment amb un cost inferior al que costaria trucar des d'una cabina instal·lada en la via pública, des d'un telèfon mòbil o des de casa, normalment aquest servei es presta a immigrants, des d'on poden fer trucades internacionals a un baix cost.